# Robert Bourke, 1. Baron Connemara

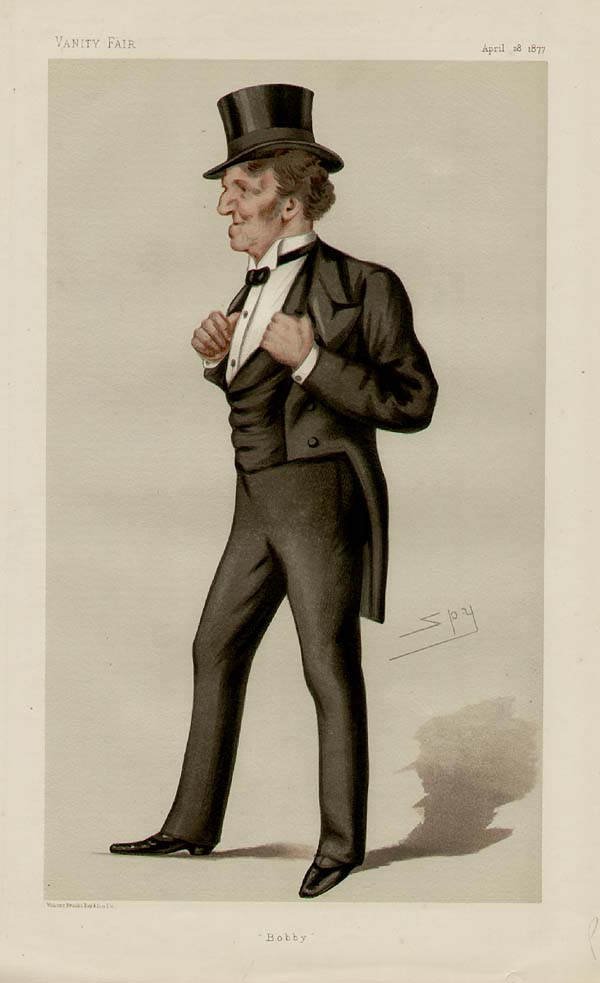
Karikatur des Robert Bourke in der Vanity Fair, 1877.

Robert Bourke, 1. Baron Connemara GCIE PC DL (* 11. Juni 1827 in Hayes, County Meath; † 3. September 1902 in London) war ein britischer Politiker und Kolonialbeamter. Er war von 1886 bis 1890 Gouverneur von Madras.

## Leben
Er war der dritte von sieben Söhnen des Robert Bourke, 5. Earl of Mayo (1797–1867), aus dessen Ehe mit Anne Charlotte Jocelyn (1801–1867), Enkelin des 1. Earl of Roden. Sein ältester Bruder Richard Bourke, 6. Earl of Mayo (1822–1872) war von 1868 bis 1872 Generalgouverneur und Vizekönig von Indien.
Er besuchte die Hall Place School in Bexley, Kent, und studierte am Trinity College der Universität Dublin. 1852 wurde er am Inner Temple in London als Barrister zugelassen.
Von 1868 bis 1886 war er als Abgeordneter der Conservative Party für das Borough King’s Lynn in Norfolk Mitglied des britischen House of Commons.
Unter dem Kabinett Disraeli II von 1874 bis 1880 und unter dem Kabinett Salisbury I erneut von 1885 bis 1886 hatte er im britischen Außenministerium das Amt des Under-Secretary of State for Foreign Affairs inne. 1880 wurde er ins Privy Council aufgenommen.
Am 12. Mai 1887 wurde er in Anerkennung seiner Verdienste im Außenministerium in der Peerage of the United Kingdom als Baron Connemara, of Connemara in the County of Galway, zum erblichen Peer erhoben und wurde dadurch Mitglied des House of Lords. Am 21. Juni 1887 wurde er als Knight Grand Commander des Order of the Indian Empire ausgezeichnet.
1886 wurde er zum Gouverneur der Präsidentschaft Madras in Britisch-Indien ernannt. Kurz vor seiner dortigen Ankunft im Dezember 1886 hatte es einen lokalen Skandal und parlamentarische Diskussionen über Verwaltungsunregelmäßigkeiten in der Präsidentschaft Madras gegeben. Bourke leitete Reformen ein und stellte den ordnungsgemäßen Betrieb der Verwaltung wieder her. Er unternahm häufige und anstrengende Reisen durch die Präsidentschaft. Im Hochsommer 1889 reiste er nach Ganjam, einem von einer Hungersnot heimgesuchten Bezirk im äußersten Norden der Präsidentschaft, und verstärkte die dortigen Hilfsmaßnahmen. Er verbesserte die sanitären Einrichtungen der Stadt Madras und stärkte und organisierte die Sanitärabteilung der Regierung neu. Er trieb die Eisenbahnverbindungen voran, insbesondere die wichtige Ostküstenlinie, die Madras mit Kalkutta verband. Er gründete in Madras eine große öffentliche Bibliothek, die als Connemara Public Library bis heute besteht. Im November 1890 erklärte er mit Wirkung zum März 1891 vorzeitig seinen Rücktritt vom Gouverneursamt und verließ Madras im Dezember 1890. Grund für den Rücktritt lag vermutlich im zeitgleich beginnenden Rechtsstreit um die Scheidung von seiner ersten Gattin, wobei sich beide Eheleute gegenseitig des Ehebruchs beschuldigten.
Sein Privatsekretär John David Rees (1854–1922) veröffentlichte 1891 eine Erzählung über seine Reisen in Indien, sowie eine Sammlung seiner Protokolle und Reden.
Zeitweise hatte das Amt eines Deputy Lieutenant von East Lothian und eines Justice of the Peace für East Lothian inne.
In erster Ehe heiratete er am 21. November 1863 Lady Susan Georgiana Broun-Ramsay (1837–1898), Tochter und Coerbin des James Broun-Ramsay, 1. Marquess of Dalhousie, der von 1848 bis 1856 Generalgouverneur von Indien war. Die Ehe wurde 1891 geschieden. Am 22. Oktober 1894 heiratete er in zweiter Ehe Gertrude Lawrence Knight Walsh (1833–1898). Beide Ehen blieben kinderlos, weshalb sein Adelstitel bei seinem Tod, 1902, erlosch.